# Добрушин, Иехезкель Моисеевич
Иехезкель (Хацкель) Моисеевич Добрушин (10 декабря 1883, Мутин, Кролевецкий уезд, Черниговская губерния, Российская империя — 11 августа 1953, станция Абезь, Коми АССР) — еврейский критик, поэт, драматург, переводчик, фольклорист, педагог, театральный деятель. Профессор (1948). Писал на идише.

## Биография
Родился в семье состоятельного лесоторговца Моисея Хацкелевича Добрушина (1853—?) и Фени Залмановны Добрушиной (1857—?). Получил традиционное еврейское и светское русское образование у частных учителей. В 1902–1909 годах жил в Париже, возглавлял местную организацию сионистов-социалистов, учился в Сорбонне (факультет права). Тяжело заболев, вернулся домой. В 1909–1919 годах жил преимущественно в Киеве, с 1920 года — в Москве. В 1917 году вступил в Объединенную еврейскую социалистическую рабочую партию, участвовал вместе с Д. Бергельсоном в создании Идише култур-лиге, в 1918–1919 годах был председателем Художественной секции культур-лиги. Эта организация ставила перед собой задачу использования многовековой еврейской культуры для строительства современной идиш-говорящей нации. «Киев оказался центром еврейского национализма и идишизма, с сильным влиянием сионистов-социалистов, мечтавших об «идиш-говорящем» еврейском государстве вне Палестины».
Был соредактором и участником сборников «Эйгнс» (1918–1920), «Ойфганг» (1919). Соредактор и автор литературно-художественного журнала «Штром» («Поток»). В феврале 1922 года в Москве вышел 1-й номер журнала. Его обложку сделал М. Шагал. На последней странице редакторы (Н. Ойслендер, И. Добрушин, А. Кушниров) выступили с программным заявлением: анонсировалось сотрудничество в журнале  «лучших еврейских писателей, поэтов, художников Москвы, Киева, Варшавы, Берлина, Нью-Йорка», призывались к участию все авторы независимо от места проживания. Редакторы осознавали еврейскую культуру как всемирную. На критику после выхода журнала редакция «Штрома» ответила новым программным заявлением. В нем не упоминалось ни о Пролеткульте, ни о «пролетарской» литературе. Редакция отказалась проводить жесткий водораздел между советской и зарубежной еврейской культурой, применяя понятия «наша российская» и «наша нероссийская» культура. «Штром» помнит, что вначале было слово. Краеугольный камень во всех областях искусства — это ответственное художественное слово». Апеллируя к народной традиции в строительстве новой культуры, редакция отказывалась от «плакатной литературы, уже сказавшей своё слово». Авторы предостерегали от «ригористско-драматической борьбы мнений», чтоб не оперившиеся литераторы «не погибли в [её] огненном дыхании». В 1924 году это последнее независимое еврейское издание в СССР было закрыто.
Редактировал журналы «Клинг-кланг» («Перезвон», 1923), «Юнгвалд» («Поросль», 1924—1927), «Пионер» (1927—1928), альманах «Советиш» (1934—1941).
В течение нескольких лет служил сотрудником Еврейского отдела Института белорусской культуры в Минске. Преподавал историю еврейской литературы в Коммунистическом университете национальных меньшинств Запада, на еврейском отделении II Московского университета (с 1930 — МГПИ), в театральном училище ГОСЕТа (в 1948 — профессор).
«Полноватый, хромой, с тросточкой в руке, был он в то же время подвижным и эмоциональным. Лекции, которые он читал для нашей маленькой группы, оказывались по сути беседами о литературе и писателях. Он наслаждался, цитируя удачную строчку, и от удовольствия даже постукивал своей тростью. Часто, когда студент-писатель (к примеру, Изи Харик) задавал вопрос, лекции превращались в чрезвычайно интересные импровизации».
С 1942 года — сотрудник исторической комиссии Еврейского антифашистского комитета и член редакционной коллегии газеты «Эйникайт». В феврале 1944 года Ойслендер и Добрушин познакомили читателей «Эйникайт» с шолом-алейхемовскими образами еврейских солдат, отличившихся в царской армии.
В феврале 1949 года был арестован. Умер в заключении.
В 1927 году в честь Добрушина был назван еврейский поселок Добрушино в Сакском районе Крыма.

## Творчество
Видный литератор и исследователь  литературы, лидер еврейской «Киевской группы».
Литературную деятельность начал в 1910 года как автор стихов, прозаических этюдов, одноактных пьес. В своей последующей литературной деятельности время от времени возвращался к стихотворной форме.
Печался как критик с 1912 года. Первые  работы были посвящены творчеству И.-Л. Переца. Историко-литературные работы печатались в еврейских изданиях («Театер-бух», «Цайтшрифт», «Висншафтлехе йорбихер »). Автор исследований о классиках еврейской драматургии (Гольдфадена, Шолом-Алейхема), концептуализировавший их место в современном ему советском театре. Добрушин искал в классике социальной актуальности, стремился связать развитие драмы с историей еврейства, рассматривая драматические коллизии как выражение жизненных конфликтов. 
Проницательный аналитик, вскрывавший специфику творчества Шолом-Алейхема. «Если мир произведений Шолом-Алейхема, его романы и рассказы, представляет собой большую ярмарку, кишащую людьми... то его драматургия является не более чем маленьким заезжим двором на этой ярмарке, с небольшим выбором персонажей, толкущихся на одном месте». У Шолом-Алейхема в его драмах повторяются тип героя и коллизии, частично заимствованные у Гоголя и Чехова. Персонажами своих пьес Шолом-Алейхем делал нуворишей, их семьи, как драматург он критичен, сатиричен. 
По Добрушину, «Шолом-Алейхем продвинул еврейскую драматургию в социальном отношении, создал для нее социальное пространство и перспективу, которыми воспользовались наши послеоктябрьские театры. Но он не создал собственного оригинального театрального метода и того, что называется драматической личностью». Добрушин раскрыл матрицу драматургии Шолом-Алейхема: главная героиня пьес - как правило, девушка на выданье; конфликт имеет семейный характер в рамках треугольника «отец — мать — дочь». Девушка свободна от большинства религиозных обязанностей, которыми обременены мальчики, она  поэтому более открыта новизне - однако при этом находится во власти отца; это и есть основа конфликта. Шолом-Алейхем как писатель отражал «бесформенность неуклюжего и не находящего себе места простого/среднего человека» — а более строгие конструкции романа и драмы вырастают из «социальных групп, которые осознают или чувствуют свое место и цель в жизни».  Шолом-Алейхем, по Добрушину, находился в плену «традиции театра для чтения, в плену у себя самого, своего собственного повествовательного стиля»: слова персонажей «запутываются в сетях изменившегося образа жизни», создавая смешные коллизии. 
Добрушин утверждал, что современное «театральное искусство знает, как обращаться с дистанцией, отделяющей нас от Шолом-Алейхема» Без приближения к современности произведения Шолом-Алейхема заключали в себе, по мысли Добрушина, «шолом-алейхемовщину» — осадок рутинной местечковой еврейской жизни, которая должна была незамедлительно уступить место советской новизне. Бедность сценического действия и фабул в постановках Московского еврейского театра под руководством А. М. Грановского, для которого Добрушин редактировал Шолом-Алейхема в сторону социальной остроты, компенсировалась богатством диалогов. Работал в ГОСЕТе литературным консультантом. Автор инсценировок «Колдунья»  («Ди кишефмахерин» 1922), «Десятая заповедь», «Капризная невеста» (1943) по А. Гольдфадену, инсценировки «Путешествие Биньямина Третьего» («Масоэс Биньомин ха-шлиши», 1927) по Менделе Мойхер-Сфориму, пародийной пьесы «Три еврейские изюминки» («Драй идише пинтелех», с  Н. Ойслендером, 1924), инсценировки «Тевье-молочника» Шолом-Алейхема («Тевье дер милхикер», 1939, с ним же).
Говоря о постановках еврейской классики в СССР, польский еврейский писатель Герш-Давид Номберг, посетивший СССР в 1926 году, заметил подмену дружеского шолом-алейхемовского смеха над традиционной еврейской жизнью цирковой клоунадой. Американский журналист, побывавший в СССР в начале 1930-х гг., был удивлен, увидев в театре новую для него интерпретацию еврейского писателя: он предстал «пророком не только разрушения существовавшего строя, но и появления новой жизни».
«Возможно, если бы Добрушин и Ойслендер инсценировали «Тевье» не в те времена, а сегодня, они бы не сфальшивили и не выбросили бы сцену с попом, и не переакцентировали бы произведение с Хавы на Годл».
Оригинальные драмы Добрушина — «Дер герихт гейт» («Суд идет», 1930), «Специалист» (с И. Нусиновым, 1932), «Биробиджан» (с Д. Бергельсоном, начало 30-х гг.) и другие, а также одноактные пьесы для школьной и сельской художественной самодеятельности (о переходе евреев к земледельческому труду и др.) — агитационно-нравоучительны и сентиментальны.
Автор исследований о Д. Бергельсоне, об актерском мастерстве В. Зускина и С. Михоэлса, статей о еврейских писателях, погибших на фронте.
В статье «Еврейский художественный примитив и художественная книга для детей» (август 1919, «Бихер-велт»,  Киев) исходит из представлений о детской психологии как «сказочной» и мифологичной, что является для него синонимом фольклорного. Поэтому он утверждает, что внутренний мир ребенка наилучшим образом приспособлен для восприятия национального фольклора, так как сам фольклор представляет собой коллективное народное творчество. Находя «ясную наивность детской простоты» в еврейской народной плас¬тике, он сближает «детское» и «фольклорно-примитивное» и указывает, что художнику при создании еврейской книги для детей необходимо использовать «еврейский художественный примитив».
Составитель сборника еврейских народных песен, на основе которого был создан вокальный цикл Шостаковича «Из еврейской народной поэзии». Ему принадлежит перевод на идиш «Таис» А. Франса.

## Семья
- Его сестра Циля (1895—1958) была замужем за скульптором Иосифом Чайковым.
- Племянник — математик Роланд Добрушин.

## Сочинения
- Фарнахтн. Изд. 2-е. - Киев,  1921 (стихи).
- Геданкенганг. Киев, 1922 (литературно-критические работы и статьи).
- Унсзер импресионизм // Штром. М., 1923. №4.
- Тевье-молочник: Пьеса в 3 д. и 6 карт. / Шолом-Алейхем; Инсценировка Н. Ойслендера, И. Добрушина; Перевел с евр. М. А. Шамбадал. – М.: Изд. и стеклогр. изд-ва "Искусство", 1938. - 85 с.
- Вениамин Зускин. - М., 1939 (на идиш).
- Соломон Михоэлс - актер. - М.; Рига, 1941 (на идиш).
- Драматургия классиков: (Гольдфаден, Менделе Мойхер-Сфорим, Шолом-Алейхем, И.-Л. Перец). – М.: Огиз, Госиздательство "Дор Эмес", 1948. - 190 с. (на идиш).